# 程金
程金（1518年—1597年），字德良，號麗川，直隸徽州府歙縣（今安徽歙縣）人，明朝政治人物。

## 生平
嘉靖二十五年（1546年）丙午科應天府鄉試第三十九名舉人，三十二年（1553年）癸丑科第二甲第八十二名進士。吏部观政，授南工部主事，三十六年春考察降调，量移安吉州同知。陞长沙府通判、河间府同知，调户部员外郎，丁忧归，服除官如故。进贵州司郎中，督饷蓟鎮。累官湖廣漢陽府知府，以病致仕。

## 家族
曾祖程福榮；祖父程顯英，曾任義官；父程昇。前母汪氏；母閔氏。兄程鐖、程鐸（省祭官）、程鍾、程鈺（生员）、弟程镗。